# 德意志民主共和國國家足球隊
德意志民主共和國國家足球隊，是德意志民主共和國的國家足球隊。由於東西德重新統一，在1990年結束。
他們從未進入過歐洲國家盃，只參加過1974年的世界盃決賽週。虽然他們在漢堡在一场政治味濃厚的分組賽中，憑14號的于爾根·施帕瓦塞爾的唯一入球，以一比零擊敗西德，後者还是奪去了世界盃冠軍。兩年後，他們終於在1976年夏季奧林匹克運動會奪得了足球冠軍。
德國重新統一後，一些東德的足球員，特別是和基斯頓，都在統一後的國家足球隊佔一席位。

## 世界杯成绩
- 1954年 - 無參賽
- 1958年 至 1970年 - 未能晉級
- 1974年 - 第二圈
- 1978年 至 1990年 - 未能晉級

## 欧洲杯成绩
- 1960年 至 1988年 - 未能晉級